# Java-Türmchen
Das Java-Türmchen (Turricula javana, ursprüngliche Kombination: Surcula javana) ist eine Schnecke aus der Familie der Keulenschnecken, die im Indopazifik verbreitet ist und Vielborster (Polychaeta) frisst.

## Merkmale
Das Schneckenhaus von Turricula javana erreicht bei ausgewachsenen Schnecken eine Länge von etwa 3,5 bis 7,5 cm, häufig 6 cm. Die Umgänge sind gewinkelt und in der Mitte mit Tuberkeln besetzt, die sich aus mehr oder weniger undeutlichen, schiefen Falten oder Rippen entwickeln und von feinen Streifen umgeben sind. Die Oberfläche der Schale ist hell gelblich-braun, die Tuberkeln heller.

## Verbreitung und Lebensraum
Turricula javana ist im Indopazifik von den Küsten Ostafrikas, Pakistans, Indiens und Sri Lankas über Indonesien bis nach Australien (Queensland), Vietnam, ins Südchinesische Meer, zu den Philippinen und nach Japan verbreitet. Sie lebt unterhalb der Gezeitenzone bis in Meerestiefen von etwa 30 m auf schlammigen Untergründen.

## Entwicklungszyklus
Wie alle Keulenschnecken ist Turricula javana getrenntgeschlechtlich. Die Veliger-Larven schwimmen frei, bevor sie niedersinken und zu kriechenden Schnecken metamorphosieren.

## Ernährung
Turricula javana ernährt sich von sedentären Vielborstern (Polychaeta), insbesondere aus den Gattungen Poecilochaetus und Marphysa.